# Passaggio per il paradiso
Passaggio per il paradiso från 1996 är ett soundtrack av Pat Metheny. Metheny skrev musiken till filmen Passaggio per il paradiso som regisserades av Antonio Baiocco.

## Låtlista
All musik är skriven av Pat Metheny.
1. Theme from 'Passaggio per il paradiso' – 3:8
2. Marta's Theme – 1:48
3. The Roads of Marche – 3:09
4. Marta's House Story – 1:44
5. Wolf Story – 1:11
6. Marta's Stag Story – 3:43
7. Learning on the Road – 5:08
8. Private Eye – 1:17
9. Marta on the Bus, Marta in the Fields – 3:12
10. Remembering Home, Meeting the Kids – 3:43
11. Renato's Theme – 2:38
12. Finale (It's Always Worth the trouble) – 13:36
13. Don't Forget (Renato's Theme) – 3:12

## Medverkande
- Pat Metheny – alla instrument